# Lew Bielski
Lew Nikołajewicz Bielski (właśc. Abram Michajłowicz Lewin, ros. Лев Никола́евич Бе́льский (Абра́м Миха́йлович Ле́вин), ur. 1889 w miasteczku Mir, zm. 16 października 1941) – funkcjonariusz radzieckich służb specjalnych, komisarz bezpieczeństwa państwowego II rangi, zastępca ludowego komisarza spraw wewnętrznych ZSRR (1936-1938), jeden z głównych organizatorów wielkiego terroru stalinowskiego (1936-1938).

## Życiorys
Urodził się w rodzinie żydowskiej. W latach 1905–1907 był członkiem Bundu, 1908 eksternistycznie zdał egzamin aptekarski i został farmaceutą, od stycznia 1911 do października 1917 służył w rosyjskiej armii, od czerwca 1917 należał do SDPRR(b). Od października 1917 do stycznia 1918 był zarządzającym sprawami rady wilejskiej, od lutego do kwietnia 1918 instruktorem NKWD RFSRR ds. organizacji rad, od kwietnia 1918 do lipca 1919 przewodniczącym symbirskiej gubernialnej Czeki, od lipca 1919 do 1920 szefem Wydziału Specjalnego Czeki 8 Armii, a od marca 1920 szefem Wydziału Specjalnego i równocześnie przewodniczący astrachańskiej gubernialnej Czeki. Od lutego do października 1921 stał na czele tambowskiej gubernialnej Czeki, brał udział w likwidacji powstania tambowskiego, 1921-1922 był szefem Państwowej Ochrony Politycznej Republiki Dalekowschodniej, od października 1921 do 26 października 1923 pomocnikiem szefa Czeki przy Radzie Komisarzy Ludowych/GPU NKWD RFSRR/OGPU przy Radzie Komisarzy Ludowych ZSRR na Dalekim Wschodzie, od 15 listopada 1923 do 1924 pomocnikiem przewodniczącego OGPU przy Radzie Komisarzy Ludowych Turkiestanu, od 1924 do 17 lutego 1930 pełnomocny przedstawiciel OGPU w Azji Środkowej. Od 17 lutego 1930 do 8 sierpnia 1931 pełnomocnym przedstawicielem OGPU przy Radzie Komisarzy Ludowych ZSRR obwodu moskiewskiego, od 5 sierpnia 1931 do 23 lipca 1933 szefem Głównego Zarządu Ludowego Żywienia Ludowego Komisariatu Zaopatrzenia ZSRR, równocześnie od 11 sierpnia 1931 do 23 lipca 1933 członkiem Kolegium Ludowego Komisariatu Zaopatrzenia ZSRR, od 25 lipca 1933 do 4 stycznia 1934 pomocnikiem przewodniczącym OGPU przy Radzie Komisarzy Ludowych ZSRR w Kraju Niżno-Wołżańskim, a od 4 stycznia 1934 do 7 sierpnia 1937 szefem Głównego Zarządu Milicji Robotniczo-Chłopskiej OGPU/NKWD ZSRR, od 26 listopada 1935 w stopniu komisarza bezpieczeństwa państwowego II rangi. Od 3 listopada 1936 do 8 kwietnia 1938 zastępca ludowego komisarza spraw wewnętrznych ZSRR Nikołaja Jeżowa, od 8 kwietnia 1938 do 1 kwietnia 1939 I zastępca ludowego komisarza komunikacji drogowej ZSRR. 30 czerwca 1939 został aresztowany, 5 lipca 1941 skazany na śmierć przez Wojskowe Kolegium Sądu Najwyższego ZSRR, następnie rozstrzelany.

## Odznaczenia
- Order Lenina (22 lipca 1937)
- Order Czerwonego Sztandaru (dwukrotnie - 18 lipca 1921 i 14 grudnia 1927)
- Order Czerwonego Sztandaru Uzbeckiej SRR (27 grudnia 1927)
- Odznaka "Honorowy Funkcjonariusz Czeki/GPU (V)